# كريستين فريدريك
كريستين فريدريك (بالإنجليزية: Christine Frederick)‏ هي كاتِبة أمريكية، ولدت في 6 فبراير 1883 في بوسطن في الولايات المتحدة، وتوفيت في 6 أبريل 1970.